# Stift Fischbeck

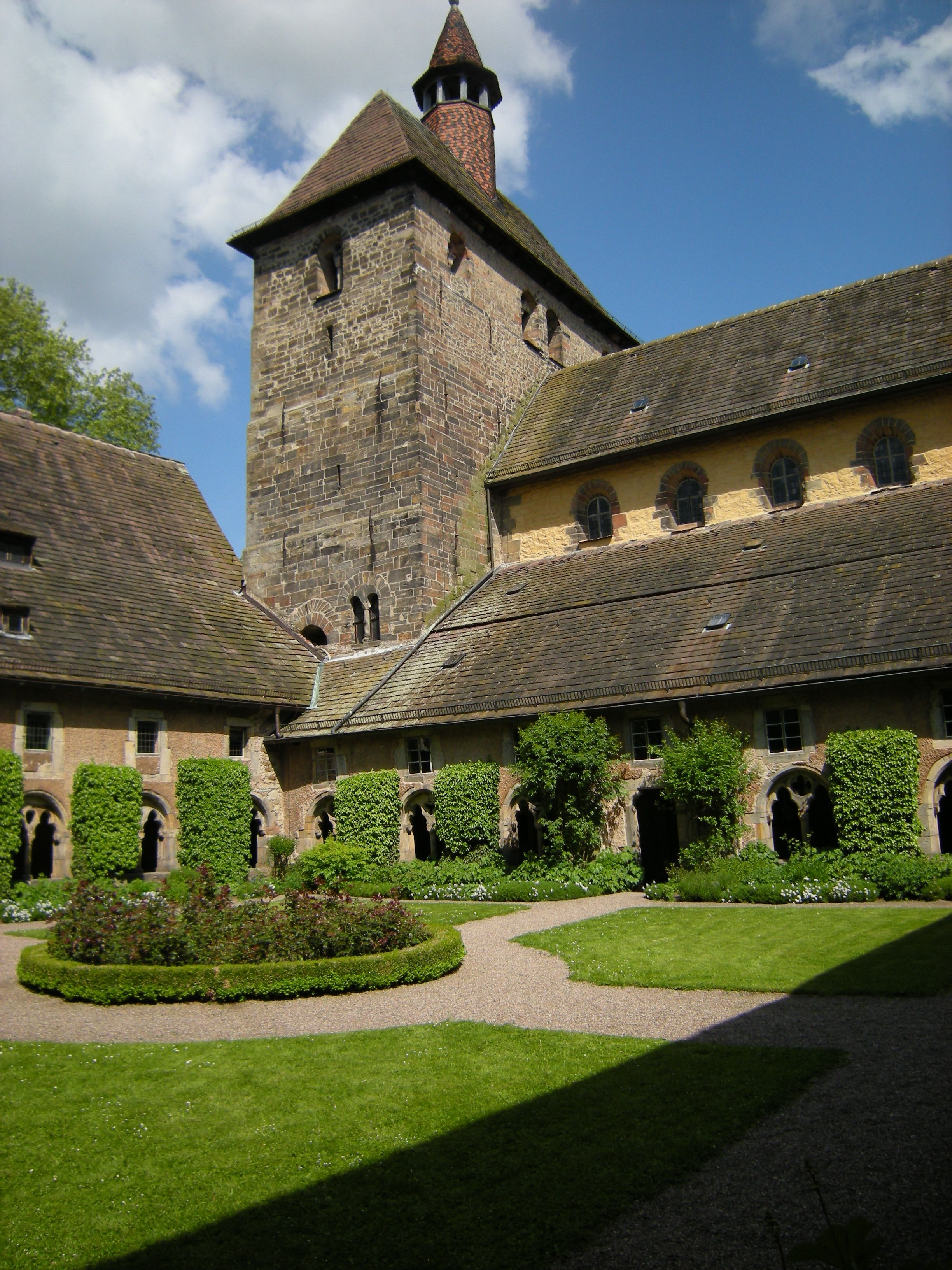
Die Stiftskirche zu Fischbeck

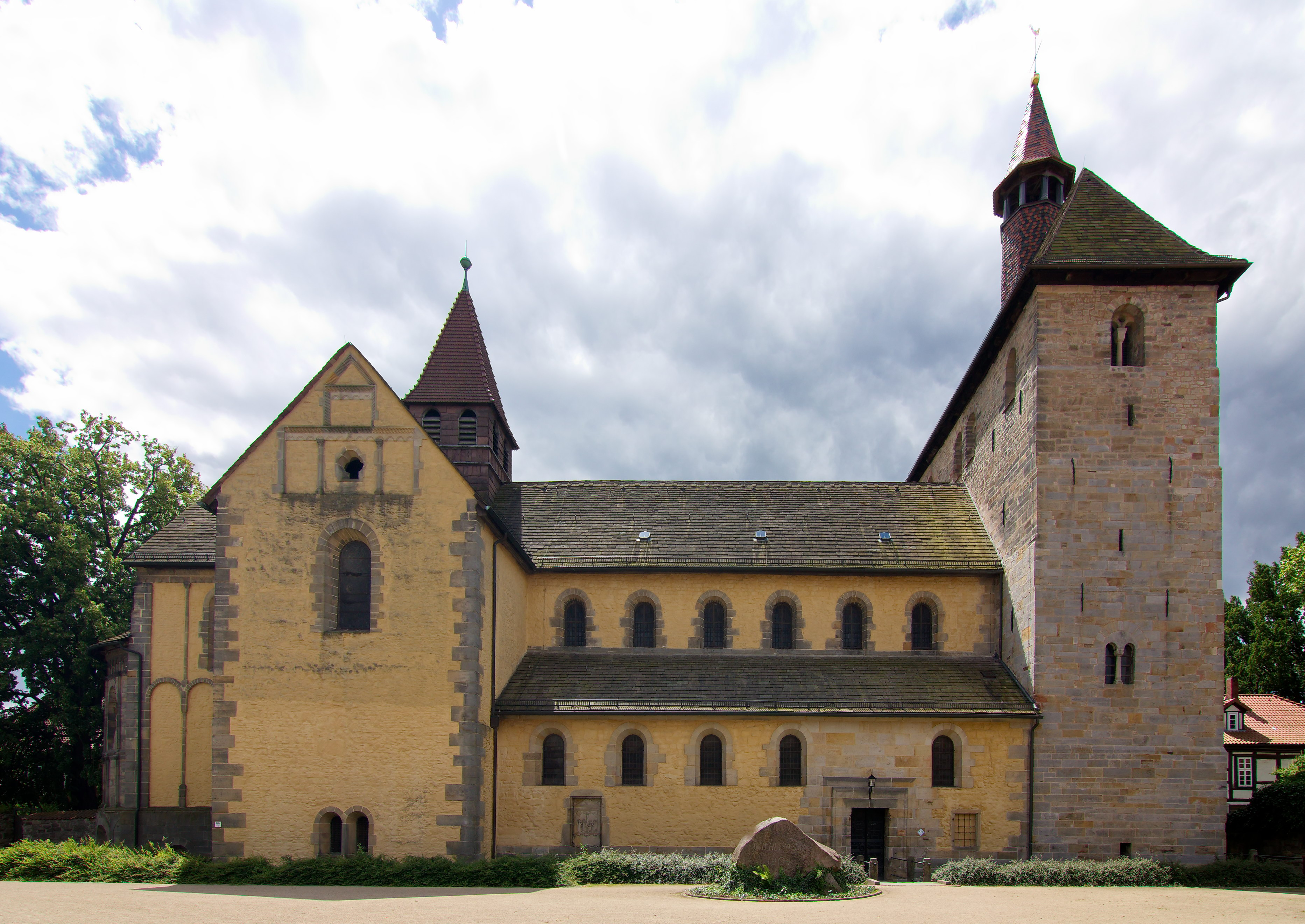
Kirchengebäude

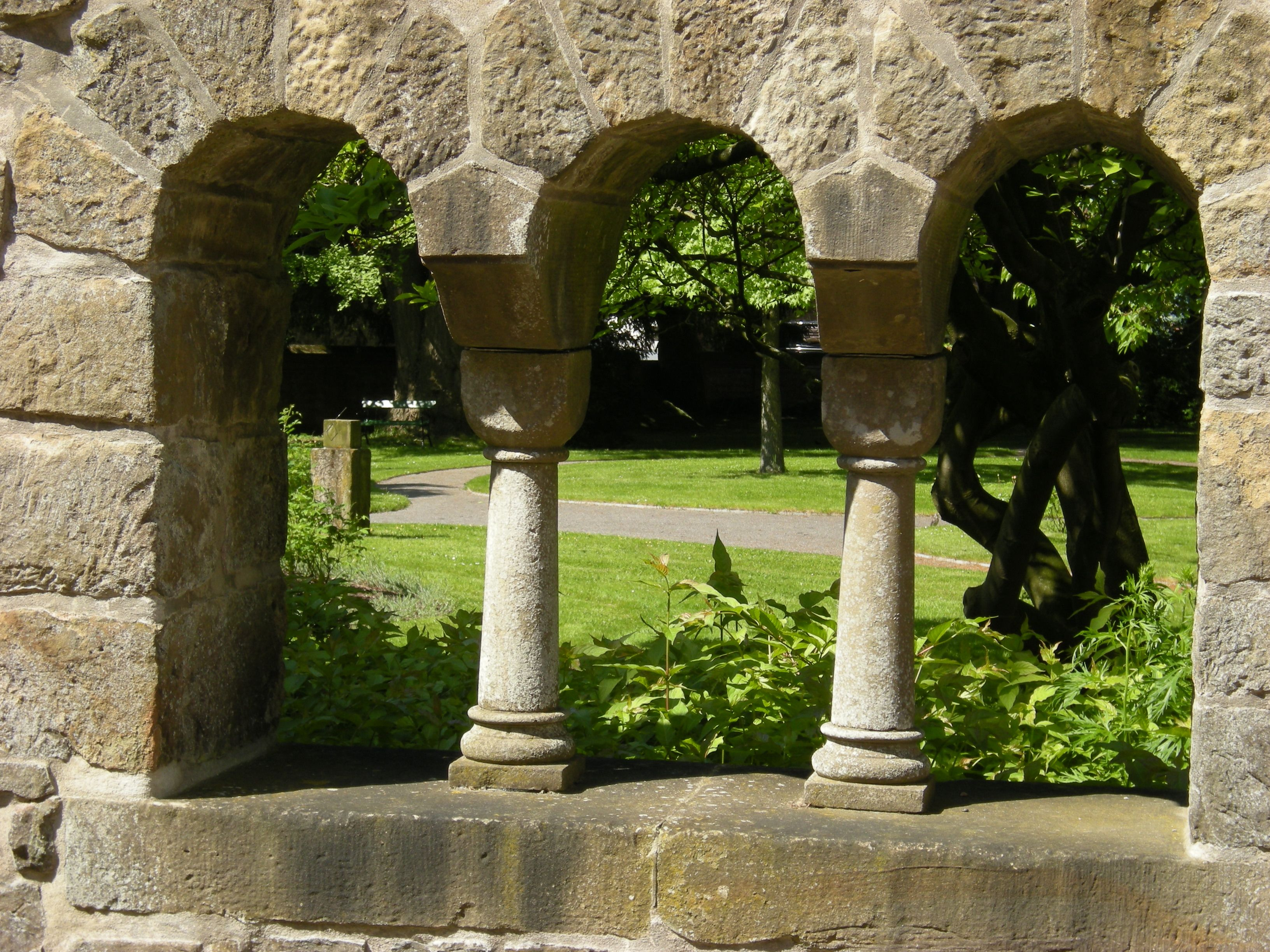
Fenster im Kreuzgang

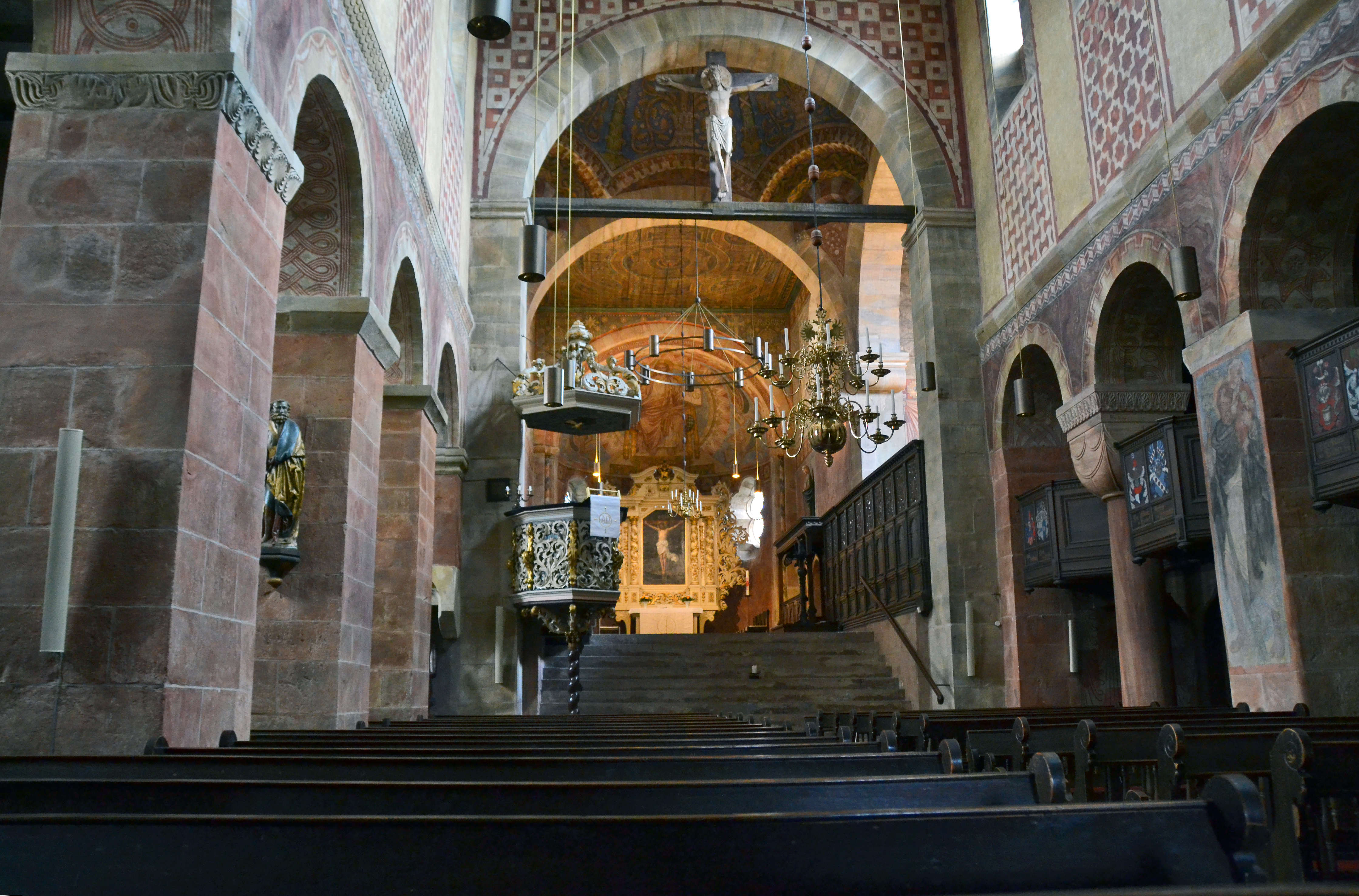
Das Triumphkreuz in der Stiftskirche Fischbeck

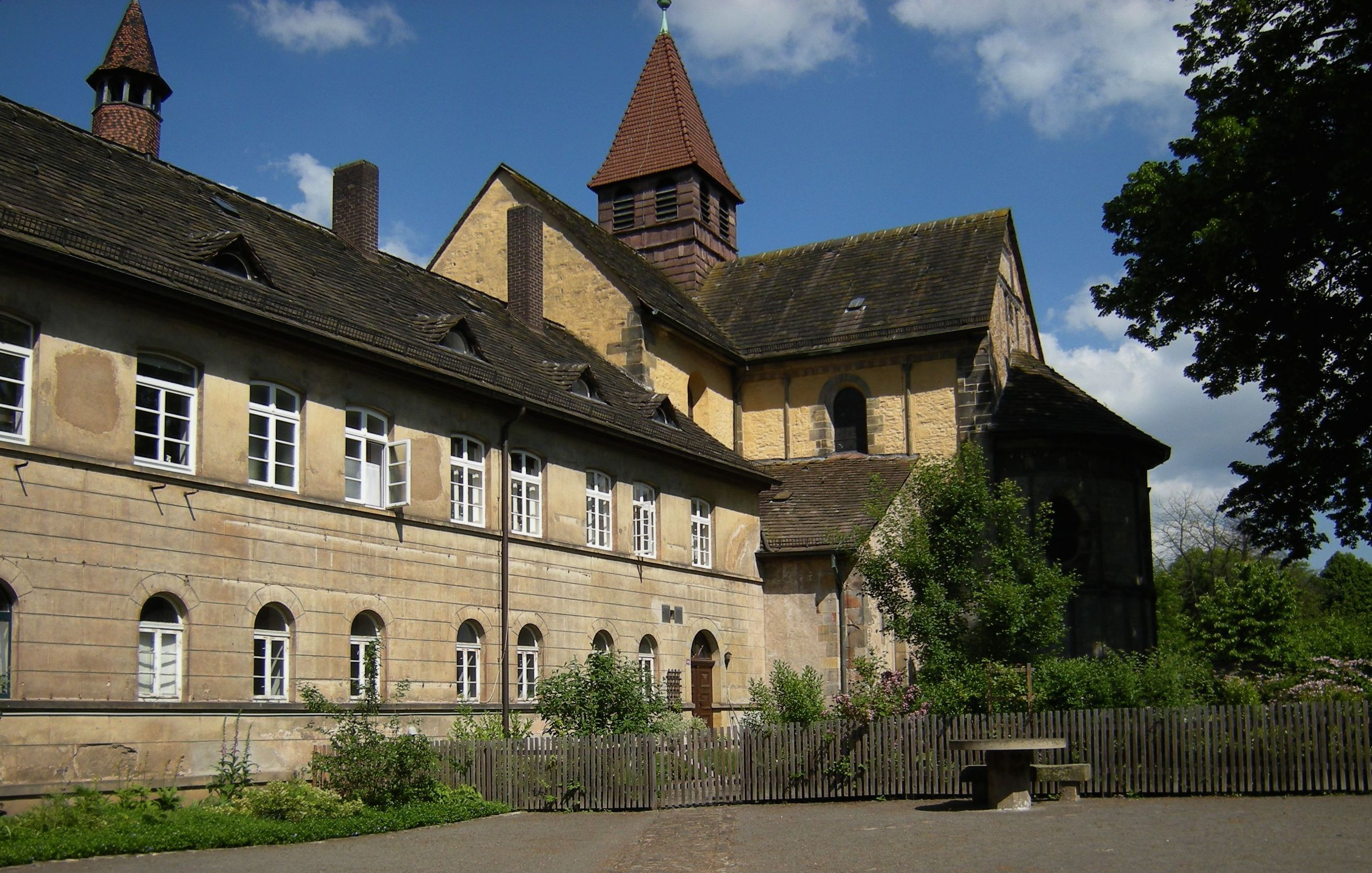
Stiftsgebäude

Stift Fischbeck (auch Visbeck) ist ein Kanonissenstift im Hessisch Oldendorfer Stadtteil Fischbeck in Niedersachsen.

## Geschichte
Das Stift Fischbeck an der Weser wurde 955 durch die Edelfrau Helmburg aus dem sächsischen Geschlecht der Ecbertiner gegründet. Das nahe Hameln gegründete Stift wurde vom späteren Kaiser Otto I. mit einem Schutzprivileg und Gründungsgut ausgestattet. In den Jahren 1004 und 1025 bestätigten die Könige Heinrich II. und Konrad II. zunächst die Privilegien des Stifts. 1147 jedoch schenkte König Konrad III. die Stifte Fischbeck und Kemnade der Benediktinerabtei Corvey. Fischbeck konnte aber mit Unterstützung des schaumburgischen Grafen Adolf II. und Heinrichs des Löwen seine Unabhängigkeit bewahren.
Das ursprüngliche freie Kanonissenstift wurde um 1260 auf Betreiben der Kurie in ein reguliertes Augustinerinnenstift umgewandelt. Eine weitere Reform führte um 1415 Äbtissin Ermgard von Reden im Sinne der devotio moderna durch. Die Wiederaufnahme des Chordienstes und die Einführung einer strengen Klausur brachte dem Kloster einen großen Zulauf. 1484 wurde es von Heinrich von Schauenburg, Bischof von Minden, reformiert.
1559 wurde erstmals auf Veranlassung Graf Ottos IV. lutherischer Gottesdienst in der Stiftskirche gehalten. Der anfängliche Widerstand gegen die Reformation wurde durch einen 1566 geschlossenen Vertrag entschärft, in dem sich Graf Otto zum Erhalt des Stiftes verpflichtete. Das Kloster wurde in ein evangelisches adliges Damenstift umgewandelt. Im Dreißigjährigen Krieg erlitt das Stift 1625 schwere Schäden durch plündernde kaiserliche Truppen.
Aus der schaumburgischen Landesteilung 1648 ging die Grafschaft Hessen Schaumburg hervor, zu der das Stift in der Folgezeit gehörte. 1810 wurde das Stift unter König Jérôme von Westphalen aufgehoben, aber schon 1814 wiederhergestellt. 1866 fiel die ehemalige Grafschaft Schaumburg gemeinsam mit Kurhessen an Preußen. Kaiser Wilhelm II. übernahm 1904 die Schirmherrschaft über das Stift und übergab 1909 der Äbtissin Antonie von Buttlar einen Äbtissinnenstab. Seit 1946 nimmt der Präsident oder die Präsidentin der Klosterkammer Hannover die Aufgaben eines niedersächsischen Landeskommissars für das Stift Fischbeck wahr. 1955 feierte das Stift sein tausendjähriges Jubiläum. Heute leben Frauen in christlicher Gemeinschaft im Stift und widmen sich Aufgaben im kirchlichen, sozialen und kulturellen Bereich.

## Die Stiftskirche
Die Stiftskirche hat ihren Ursprung im frühen 12. Jahrhundert als dreischiffige flachgedeckte Kreuzbasilika mit Westriegel und Krypta. Der Wiederaufbau nach einem Brand 1234 führte zu architektonischen Veränderungen vor allem an Chor und Langschiff.
Apsis, Sockel des Chorquadrats und Westriegel sind in Quadermauerwerk errichtet, Langhaus, Chor oberhalb des Sockels und Querschiff in verputztem Bruchsteinmauerwerk mit Eckquadern. Querschiff und Langhaus sind ohne Baudekorationen. Die Apsis und der Chor sind durch reiche Gliederung und eine Dekoration von stabähnlicher Arkatur hervorgehoben. Bemerkenswert sind die länglichen Sechspassfenster der Apsis, vergleichbar den rheinischen Schlüsselloch- oder Fächerfenstern.
Der Mitte des 12. Jahrhunderts als eigenständiger Baukörper errichtete Westriegel besteht aus Quadermauerwerk. Er ist durch Gesimse in fünf Geschosse mit kleinen Fenstern gegliedert. Die Westvorhalle ist zum großen Teil eine Rekonstruktion des 20. Jahrhunderts.

### Innenarchitektur
Die Wände des schlichten Mittelschiffs sind von einer schmalen und hohen Arkadenreihe gegliedert. Die niedrigen Seitenschiffe sind schmal und erreichen nicht die Hälfte des Mittelschiffs. Sie werden mit Balkendecken abgeschlossen.
Über eine breite Treppe gelangt man in den aus Querhaus, Chor und Apsis bestehenden Ostteil. Das Kuppelgewölbe in der Vierung entstand erst 1903/04.
Das älteste Bauteil ist die dreischiffige Hallenkrypta aus der Zeit um 1120. Für die aus einem Stück gearbeiteten Vierlingssäulen hat man noch kein Vorbild in anderen Kirchen gefunden. Die Krypta wurde hochwassergeschützt errichtet, dadurch liegt der Chor über ihr auffallend hoch.
Als dreischiffige Basilika entspricht die Kirche anderen Kirchen hochadeliger Frauenstifte jener Zeit. Sie ist geprägt durch die sächsische Architektur mit Stützenwechsel (Säule/Pfeiler/Säule usw.), Flachdecke, Vierung und Westriegel.

#### Renovierung 1903
1903 ermöglichten ein Geschenk Kaiser Wilhelm II. in Höhe von 20.000 Mark sowie zahlreiche andere Spenden eine umfangreiche Renovierung. Die bauliche Umgestaltung lag in den Händen des Bauhistorikers Albrecht Haupt aus Hannover. Der romanische Gesamteindruck wurde neu akzentuiert und weiterentwickelt. Der gesamte Innenraum erhielt nach den Entwürfen des Innenarchitekten Hermann Schapers aus Hannover eine dekorative Ausmalung, die auf mittelalterlichen Vorlagen basiert und überwiegend ornamental und floral ist.
Zur Ehre des kaiserlichen Spenders bekam die Holzdecke einen Reichsadler.
Im Chor sieht man Darstellungen von Bethlehem mit dem Stern und von Jerusalem mit dem Kreuz, in der Apsis von Christus als Weltenrichter und in der Vierungskuppel vom Lamm Gottes.
Zur Einweihung der renovierten Kirche 1904 kamen Kaiser Wilhelm II. und die Kaiserin. Dabei übernahm er die Schirmherrschaft über das Stift. 1909 wurde der Besuch wiederholt.

### Ausstattung
Vor der Ausstattung aus der Zeit vor der Reformation sind nur noch wenige Einzelstücke erhalten.

#### Tympanon
Das Tympanon über dem Westportal zählt zu den ältesten Stücken. Es wurde 1902 bei einer Grabung in der Vorhalle gefunden. Christus hat die rechte Hand zum Segen erhoben, in der linken hält er das Buch des Lebens. Im oberen Bereich sind in einem Halbkreis die Strahlen der Sonne als Abbild des Himmels angeordnet. Der Strahlenkranz wird von einem Rankenornament gerahmt.

#### Johanneskopfreliquiar
Das Reliquiar im südlichen Querschiff ist eine Kopie. Das aus Bronze gegossene und vergoldete Original entstand im ersten Viertel des 12. Jahrhunderts. Es befand sich jahrhundertelang im Stift. 1902 wurde es an das Kestner-Museum in Hannover verkauft, um die Renovierung der Kirche zu finanzieren.

#### Triumphkreuz
Das Triumphkreuz der Fischbecker Stiftskirche ist 235 cm hoch und 165 cm breit, der Corpus misst 210 cm und die Armspannweite beträgt 165 cm. Die Kreuzbalken sind original, aber vermutlich an allen Enden gekürzt. Der Triumphbalken, auf dem das Kreuz seit einer Renovierung der Stiftskirche 1904 angebracht ist, wurde bei dieser Renovierung vermutlich höher als das Original angebracht. Der originale Triumphbalken ist nicht erhalten. Ob das Kreuz Teil einer Triumphkreuzgruppe war, ist nicht bekannt. Die Zehen weisen Bestoßungen auf. Am Haar sind einige Locken abgebrochen. Die beiden Kronen sind an das Haupt angeschnitzt. Die Arme des Kruzifixus sind gesondert geschnitzt und angedübelt. In der Schädelkalotte befindet sich eine Öffnung, möglicherweise ein Reliquiendepositum, das bei einer Restaurierung der Figur 1965 bereits leer vorgefunden wurde.
Das Kreuz entstammt dem niedersächsischen Kunstkreis. Auffällig sind besonders Rückgriffe auf tradierte Formen, wie die doppelte Krone und die geöffneten Augen. Ähnlichkeiten finden sich zu einem Triumphkreuz in Deckbergen sowie zum Triumphkreuz des Osnabrücker Doms, so dass das Fischbecker Kreuz in die Mitte des 13. Jahrhunderts datiert werden kann. Da die Fischbecker Stiftskirche 1234 durch Brand geschädigt und 1254 wieder geweiht wurde, kann das Kreuz mit dieser Neuweihe in Verbindung gebracht werden.

#### Frauengestalt
Im Chor steht auf einer Konsole eine nahezu lebensgroße Frauengestalt aus Holz aus dem 14. Jahrhundert. Sie trägt ein glattes, in der Mitte gegürteltes Gewand, über dem sie einen offenen Mantel mit der linken Hand hält. Ihr Kopftuch zeigt, dass sie verheiratet ist. Die Blockhaftigkeit der Figur und das verhaltene Bewegungsspiel von Spiel- und Standbein verbunden mit dem weichen Gesichtsausdruck sind kennzeichnend für die Skulpturen jener Zeit.

#### Grabdenkmal
An der westlichen Chorwand steht ein 1360 entstandenes Grabdenkmal, das den Schaumburger Grafen Adolf VII mit seiner Frau, Heilwig zur Lippe und ihren Sohn Gerhard (später Bischof von Minden) zeigt. Zu ihren Füßen sind Löwe, Hund und Affe, Sinnbilder für Stärke, Treue und Überwindung der Laster.

#### Adlerlesepult
Die Holzfigur wird in das 14. Jahrhundert datiert. Der aufrechte Körper ist von leuchtend roten und schwarzen Federn bedeckt. Die ausgebreiteten Flügel tragen ein Eisengestell für ein Buch. Die Klauen stehen auf einer Kugel.

#### Christus im Elend
Die streng symmetrische Figur aus Holz stammt aus dem 3. Viertel des 15. Jahrhunderts. Sie steht im linken Seitenschiff und zeigt Christus nach der Entkleidung unmittelbar vor der Kreuzigung.

#### Petrus und Paulus
An den nördlichen Langhauspfeilern sind die Figuren von Petrus und Paulus angebracht (Anfang des 16. Jahrhunderts). Ihre Gewänder haben einen starken Faltenwurf.

#### Wandteppich
In der Stiftskirche hängt ein Wandteppich aus dem Jahr 1583, der auf sechs Bildern die Gründungsgeschichte des Stifts darstellt. Dieser Teppich inspirierte den Autor Manfred Hausmann zu seinem Legendenspiel Der Fischbecker Wandteppich (1955), welches mehrfach in der Stiftskirche in Fischbeck aufgeführt wurde.

#### Altaraufsatz
Der barocke Altaraufsatz über dem mittelalterlichen Altartisch enthält eine Kreuzigungsdarstellung von dem Dresdner Maler Karl Christian Andreae von 1874.

#### Kanzel
Die 1710 entstandene Kanzel ist reich mit Akanthus geschmückt. Unter dem Schalldeckel befindet sich die Taube des Heiligen Geistes.

#### Taufbecken
Das Taufbecken im Chor stammt von 1615. Der Fuß ist mit vier aufsteigenden Voluten verziert. Die vier geflügelten Engelsköpfe am oberen Beckenrand sollen die Taufe bezeugen.

### Orgel

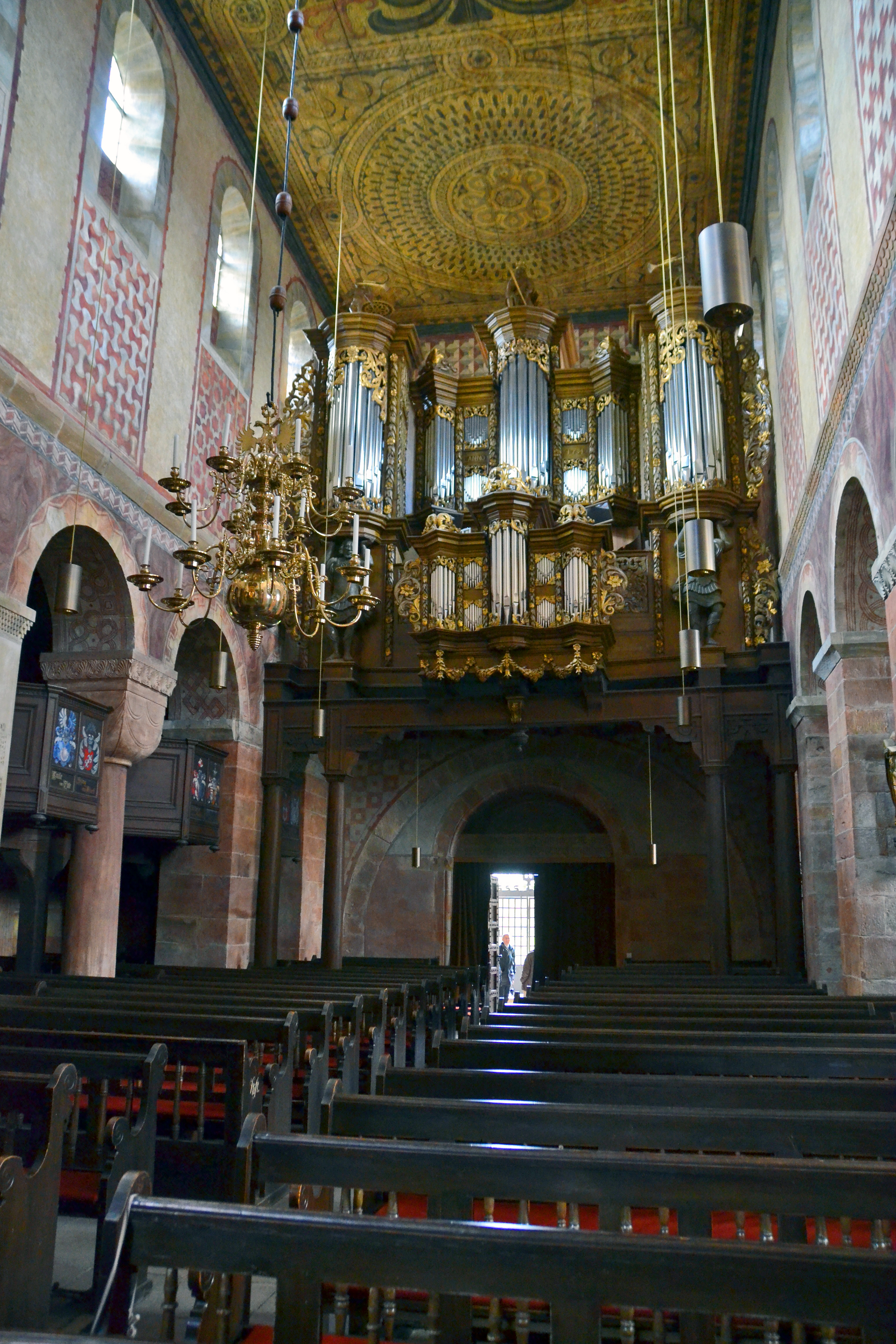
Orgelprospekt mit Rückpositiv der Stiftskirche Fischbeck

Die Orgel der Stiftskirche Fischbeck wurde 1736 von dem Orgelbauer Johann Adam Berner (Osnabrück) erbaut. Das Instrument hatte 27 Register auf zwei Manualen und Pedal. Im Laufe der Zeit wurde das Instrument in Teilen erneuert, überholt und ergänzt. Das heutige Orgelwerk wurde 2007 von dem Orgelbauer Martin Hillebrand (Isernhagen) in Anlehnung an die Disposition und den Stil des Orgelbauers Berner neu erbaut, wobei die Disposition auf nunmehr 32 Register erweitert wurde.
| I Rückpositiv CD–d3 |       |
| Principal           | 4′    |
| Quintadena          | 8′    |
| Gedact              | 8′    |
| Gedact              | 4′    |
| Gemshorn            | 4′    |
| Octav               | 2′    |
| Sesquialter II      |       |
| Quinta              | 1 ⁄2′ |
| Mixtur III          | 1′    |
| Krummhorn           | 8′    |
| Tremulant           |       |

| II Hauptwerk C–d3 |      |
| Principal         | 8′   |
| Bordun            | 16′  |
| Hohlflöt          | 8′   |
| Spitzflöt         | 8′   |
| Octav             | 4′   |
| Rohrflöt          | 4′   |
| Quinta            | 3′   |
| Octav             | 2′   |
| Waldflöt          | 2′   |
| Mixtur IV         | 2′   |
| Cymbel III        | 2⁄3′ |
| Trompet           | 8′   |
| Vox humana        | 8′   |

| Pedal C,D–d1   |       |
| Principalbass  | 8′    |
| Subbass        | 16′   |
| Gedactbass     | 8′    |
| Octavbass      | 4′    |
| Rauschpfeif II | 3′    |
| Mixtur III     | 1 ⁄2′ |
| Posaunenbass   | 16′   |
| Trompetenbass  | 8′    |
| Cornet         | 2′    |

- Koppeln: II/I, I/II, I/P, II/P
- Effektregister: Zimbelstern, Kuckuck, Nachtigall

### Glocken
Im massiven Turm des Westwerks hängen acht Glocken. Somit darf sich das Geläute der Stiftskirche zu den zehn glockenreichsten Ensembles in Niedersachsen zählen. Die Glocken stammen aus fünf verschiedenen Jahrhunderten. Während die älteste und kleinste unter ihnen, eine sog. Zuckerhutglocke, bereits im 13. Jahrhundert gegossen wurde, ist die jüngste Glocke erst 2014 entstanden. Bei der Sanierung des Westwerkes 2014 wurde der Zuckerhutglocke eine neue Krone aufgeschweißt, eine neue Glocke gegossen sowie alle Glocken von einem Stahl- in einen Holzglockenstuhl umgehängt.
|             | 1                | 2               | 3               | 4                | 5          | 6               | 7               | 8               |
| ----------- | ---------------- | --------------- | --------------- | ---------------- | ---------- | --------------- | --------------- | --------------- |
| Durchmesser | 1258 mm          | 970 mm          | 860 mm          | 740 mm           | 732 mm     | 630 mm          | 610 mm          | 550 mm          |
| Gewicht     | 1210 kg          | 590 kg          | 422 kg          | 200 kg           | 263 kg     | 171 kg          | 146 kg          | 120 kg          |
| Gießer      | J. G. de la Paix | F. W. Schilling | F. W. Schilling | C. Bricon        | A. Bachert | F. W. Schilling | F. W. Schilling | unbezeichnet    |
| Gussort     | Neheim           | Heidelberg      | Heidelberg      | Steinheim/Westf. | Karlsruhe  | Heidelberg      | Heidelberg      | –               |
| Gussjahr    | 1731             | 1955            | 1955            | 1679             | 2014       | 1955            | 1959            | 13. Jahrhundert |
| Ton         | es′-1            | as′-2           | b′-2            | c″-4             | des″-3     | es″-2           | f″-2            | as″±0           |

## Stiftsgebäude
Südlich der Kirche liegt der ehemalige Klausurbezirk. Hier befanden sich um den Kreuzhof die Wohn- und Wirtschaftsgebäude. Der noch bestehende Ostflügel des Kreuzhofes ist ein Gebäude aus der Mitte des 19. Jahrhunderts mit Wohnungen für die Stiftsdamen. Der vorhandene Westflügel ist vermutlich in der 2. Hälfte des 13. Jahrhunderts errichtet worden. Er beherbergte einst im Obergeschoss den Schlafsaal der Nonnen und im Erdgeschoss den Kapitelsaal. Im erhaltenen Südflügel waren im Erdgeschoss Feuerstätte, Küchenräume und Refektorium. Der Kreuzgang diente als Andachts- und Prozessionsraum.
An den ehemaligen Klausurbezirk schließen sich verschiedene Wohngebäude an, die in Fachwerk errichtet worden sind.
Das Abteigebäude im südlichen Stiftsbereich ist zeitlich das Dritte in der Geschichte des Stifts. Es wurde 1783 in Fachwerkbauweise mit kleiner Freitreppe errichtet. Es ist auch heute noch der Wohnsitz der Äbtissin. Im Obergeschoss befindet sich der heutige Kapitelsaal, im Untergeschoss die Räume der Verwaltung.
1888/89 wurde von der Äbtissin Lucie von Kerssenbrock das Verbindungshaus zwischen Klostergeviert und Abteigebäude als Wohngebäude für die Stiftsdamen errichtet, es trägt deshalb ihren Namen.

### Allgemeines
- Theodor Ilgen: Die Schenkung von Kemnade und Fischbeck an Corvey i. J. 1147 und die Purpururkunden Corveys von 1147 und 1152. In: Mitteilungen des Instituts für Österreichische Geschichtsforschung 12 (1891), S. 602–617.
- Albrecht Haupt: Die Herstellung der Stiftskirche in Fischbeck an der Weser. In: Die Denkmalpflege 6 (1904), S. 104 f.
- Werner Konstantin von Arnswaldt: Steininschriften zu Stift Fischbeck in der Grafschaft Schaumburg. In: Der deutsche Herold 39 (1908), S. 58 f., 76.
- Werner Konstantin von Arnswaldt: Stift Fischbeck an der Weser. Wienhausen 1928 (Digitalisat).
- Hans-Walter Krumwiede: Das Stift Fischbeck an der Weser. Untersuchungen zur Frühgeschichte 955–1158 (= Studien zur Kirchengeschichte Niedersachsens 9). Göttingen 1955.
- Hans-Walter Krumwiede, Heinz Meyer-Bruck: Das tausendjährige Stift Fischbeck. Göttingen 1955, 2. Aufl. 1977.
- Emil Steinkühler: Zur Gründungsurkunde des Stiftes Fischbeck an der Weser. In: Westfalen 44 (1966), S. 186–188.
- Gustav André, Lothar Klimek: Stift Fischbeck (= Große Baudenkmäler, Heft 211). Deutscher Kunstverlag, München 1967, 1976 (3. Auflage), 1995 (7. Auflage).
- Peter von Magnus: Die Stiftsorden von Fischbeck und Obernkirchen. In: Schaumburg-Lippische Mitteilungen 26 (1983), S. 77–110.
- Sabine Wehking, Christine Wulf: Die Inschriften des Stifts Fischbeck bis zur Mitte des 17. Jahrhunderts. In: Wolfgang Dinkelacker u. a.(Hrsg.): Ja muz ich sunder riuwe sein. Festschrift für Karl Stackmann zum 15. Februar 1990. Göttingen 1990, S. 51–82.
- Holger Rabe: Die Übertragung der Abteien Fischbeck und Kemnade an Corvey (1147–1152). In: Westfälische Zeitschrift 142 (1992), S. 211–242.
- Dehio: Handbuch der Deutschen Kunstdenkmäler. Bremen Niedersachsen. Bearbeitet von Gerd Weiß. Deutscher Kunstverlag, München / Berlin 1992, S. 468–472, ISBN 3-422-03022-0.
- Ernst Andreas Friedrich: Das Stift Fischbeck. In: Wenn Steine reden könnten. Band IV, Landbuch-Verlag, Hannover 1998, S. 67–69, ISBN 3-7842-0558-5.
- Renate Oldermann: Die Stiftskirche zu Fischbeck. Baugeschichte und Ausstattung nach der Reformation. In: Jahrbuch der Gesellschaft für Niedersächsische Kirchengeschichte 99 (2001), S. 9–30.
- Renate Oldermann: Catharina v. Rottorp, Anna v. Alten und Agnese v. Mandelsloh (1556 bis 1625). Drei nachreformatorische Äbtissinnen im Stift Fischbeck. In: Jahrbuch der Gesellschaft für Niedersächsische Kirchengeschichte 100 (2002), S. 239–276.
- Inken Formann: Gartenkultur hinter Klostermauern. Die Gärten des Stifts Fischbeck – Ein Beispiel für die Anlagen niedersächsischer Damenstifte. In: Stadt + Grün 52.9 (2003), S. 26–31.
- Renate Oldermann: Drei nachreformatorische Äbtissinnen im Stift Fischbeck. In: Frauen-Christentums-Geschichten aus Niedersachsen. Hannover 2003, S. 11–50.
- Achim Bonk: Das Fischbecker Memorienbuch von 1509. In: Concilium medii aevi 7 (2004), S. 125–192.
- Renate Oldermann: Die Stiftsprediger in Fischbeck seit der Reformation (1557–1964). In: Jahrbuch der Gesellschaft für Niedersächsische Kirchengeschichte 102 (2004).
- Nicolaus Heutger: Das Stift Fischbeck in Geschichte und Kunst. In: Viola Heutger (Hrsg.): Niedersächsische Ordenshäuser und Stifte. Geschichte und Gegenwart (= Forschungen zur niedersächsischen Ordensgeschichte 7). Berlin 2009, S. 116–193.
- Renate Oldermann: Stift Fischbeck – Eine geistliche Frauengemeinschaft in mehr als 1000jähriger Kontinuität (= Schaumburger Studien 64). Bielefeld 2005, 2. Aufl. 2010, ISBN 3-89534-564-4.
- Stefan W. Römmelt: Stift Fischbeck. Christliches Frauenleben in Geschichte und Gegenwart. Berlin/München 2012.
- Renate Oldermann: Fischbeck. Kanonissenstift, später Augustiner-Chorfrauen, dann Augustinerinnen, heute ev. Damenstift (955 bis zur Gegenwart). In: Josef Dolle (Hrsg.): Niedersächsisches Klosterbuch. Verzeichnis der Klöster, Stifte, Kommenden und Beginenhäuser in Niedersachsen und Bremen von den Anfängen bis 1810 (= Veröffentlichungen des Instituts für Historische Landesforschung der Universität Göttingen 56). Verlag für Regionalgeschichte, Bielefeld 2012, S. 410–417.
- Renate Oldermann, Dagmar Köhler: Evangelisches Damenstift Fischbeck. Kunstführer, München/Berlin 2015, ISBN  978-3-422-02417-5.
- Renate Oldermann: »Aus einem uhralten hochansehnlichen Geschlecht entsprossen ...«. Die adligen Töchter im Stift Fischbeck – Herkunft, Selbstverständnis und Glaubenspraxis. Göttingen 2019, ISBN 978-3-8353-3458-8.
- Renate Oldermann: Leveke von Münchhausen-von Hammerstein (1614–1675). Eine Frau in der Frühen Neuzeit. Böhlau, Wien/Köln/Weimar 2021.
- Achim Bonk: Das Frauenstift Fischbeck und die Windesheimer Reform. Untersuchungen zum Kapitelsbuch Ms I,190 der Gottfried Wilhelm Leibniz-Bibliothek Hannover (= Kirchengeschichtliche Quellen und Studien; 2). Olms, Hildesheim 2022, ISBN 978-3-487-16337-6.
- Achim Bonk: Die Windesheimer Reform im Frauenstift Fischbeck und ihre Auswirkungen auf das Musikleben (1450–1496). In: Julia von Ditfurth, Jörg Bölling (Hrsg.): Malerei, Musik und textile Künste in Frauenstiften des späten Mittelalters (= Veröffentlichungen des Forums für Frauenstiftsforschung. Band 3). Böhlau Verlag, Wien/Köln 2023, S. 139–166.

### Ausstattung
- Brigitta Falk: Der Fischbecker Kopf. In: Norbert Humburg, Joachim Schween (Hrsg.): Die Weser – Ein Fluss in Europa, Bd. 1: Leuchtendes Mittelalter. Holzminden 2000, S. 108–125.
- Renate Oldermann: Die Geschichte der Orgel in der Stiftskirche zu Fischbeck. In: Acta Organologica 27 (2001), S. 109–124.
- Susan Marti: Adlerpult aus dem Stift Fischbeck. In: Kunst- und Ausstellungshalle der Bundesrepublik Deutschland Bonn, Ruhrlandmuseum Essen (Hrsg.): Krone und Schleier. Kunst aus mittelalterlichen Frauenklöstern. München 2005, S. 220, Kat. Nr. 75.
- Brigitta Falk: Kopfreliquiar Johannes’ des Täufers aus dem Stift Fischbeck. In: Kunst- und Ausstellungshalle der Bundesrepublik Deutschland Bonn, Ruhrlandmuseum Essen (Hrsg.): Krone und Schleier. Kunst aus mittelalterlichen Frauenklöstern. München 2005, S. 270, Kat. Nr. 148.
- Kristin Böse: Wandteppich mit der Gründungslegende des Stifts Fischbeck. In: Kunst- und Ausstellungshalle der Bundesrepublik Deutschland Bonn, Ruhrlandmuseum Essen (Hrsg.): Krone und Schleier. Kunst aus mittelalterlichen Frauenklöstern. München 2005, S. 337f., Kat. Nr. 230.
- Verein Fundus Bildarchiv Bad Karlshafen e. V. (Hrsg.): 900 Jahre Wandmalereien, Gewölbemalereien und Brüstungsmalereien in deutschen Kirchen und Klöstern. Bad Karlshafen 2008, S. 138–143.
- Anna Elissa Radke: Die Inschriften des Fischbecker Wandteppichs mit philologischer Kunststopferei wieder hergestellt. In: Mittellateinisches Jahrbuch 49 (2014), S. 469–477.